# Лоррейн Ґрейсі
Лоррейн Ґрейсі (англ. Лоррейн Ґрейсі; нар. 3 березня 1964) — колишня британська тенісистка.
Найвищу одиночну позицію світового рейтингу — 475 місце досягла 21 грудня 1986, парну — 179 місце — 21 грудня 1986 року.
Найвищим досягненням на турнірах Великого шолома було 2 коло в парному та змішаному парному розрядах.

## Фінали ITF

### Парний розряд: 8 (0–8)
| Результат | Ранг | Дата              | Турнір                                    | Покриття | Партнерка         | Суперниці                               | Рахунок          |
| --------- | ---- | ----------------- | ----------------------------------------- | -------- | ----------------- | --------------------------------------- | ---------------- |
| Поразка   | 1.   | 21 серпня 1983    | Гехінген (Цоллернальб), Західна Німеччина | Ґрунт    | Джо Луїс          | Окаґава Еміко Окамото Куміко            | 2–6, 0–6         |
| Поразка   | 2.   | 13 травня 1984    | Саттон, Велика Британія                   | Ґрунт    | Елізабет Джонс    | Крістін Кінні Донна Рубін               | 3–6, 2–6         |
| Поразка   | 3.   | 18 листопада 1984 | Тіптон, Велика Британія                   | Тверде   | Елізабет Джонс    | Голлі Денфорт Кірстен Дреєр             | 3–6, 6–3, 3–6    |
| Поразка   | 4.   | 17 березня 1985   | Порту-Алегрі, Бразилія                    | Ґрунт    | Ріна Ейні         | Маріана Перес-Рольдан Патрісія Тарабіні | 6–7, 6–3(0), 4–6 |
| Поразка   | 5.   | 15 квітня 1985    | Камберленд (графство), Велика Британія    | Тверде   | Мартіна Райнгардт | Елна Рейнах Моніка Райнах               | 2–6, 4–6         |
| Поразка   | 6.   | 29 квітня 1985    | Саттон, Велика Британія                   | Тверде   | Мартіна Райнгардт | Лі Сіньї Чжун Ні                        | 3–6, 3–6         |
| Поразка   | 7.   | 5 серпня 1985     | Реда-Віденбрюк, Західна Німеччина         | Ґрунт    | Белінда Борнео    | Зілке Маєр Клаудія Порвік               | 6–4, 6–7, 1–6    |
| Поразка   | 8.   | 7 листопада 1986  | Queens, Велика Британія                   | Трава    | Джой Тейкон       | Саллі Тіммс Кейті Рікетт                | 4–6, 3–6         |